# Nierenfistel
Nierenfistel (auch: Nephrostoma, von nephros altgriechisch νεφρός, „Niere“, und stoma altgriechisch στὁμα, „künstlich geschaffener Spalt“, „Mund“ oder „Öffnung“) bezeichnet eine künstlich angelegte Fistel durch das Nierenparenchym zur Harnableitung aus dem Nierenbecken mittels eines Katheters. Die entsprechende Operation heißt Nephrostomie. 
Die Katheterspitze wird dabei in das Nierenbecken gelegt und mit einem flüssigkeitsgefüllten Ballon gegen Verrutschen gesichert. Der Katheter muss im Regelfall alle vier bis sechs Wochen gewechselt werden. Wenn der Katheter verrutscht, muss er in der Regel unmittelbar neu angelegt werden.
Eine Nierenfistel wird erforderlich, wenn der Harnabfluss aus der Niere behindert ist.
Man unterscheidet die offen chirurgisch und die minimalinvasiv angelegte, perkutane Fistel, bei der unter Ultraschall- oder Röntgenkontrolle das Nierenbecken mit einer Nadel punktiert und anschließend über einen Führungsdraht ein Katheter zur Harnableitung eingebracht wird.